# Stiftung Saarländischer Kulturbesitz
Die Stiftung Saarländischer Kulturbesitz ist eine saarländische Kulturstiftung öffentlichen Rechts. 

## Geschichte und Beschreibung
Die Stiftung Saarländischer Kulturbesitz wurde 1980 von der saarländischen Landesregierung ins Leben gerufen. Ihr Ziel ist es zum einen, die kulturellen Schätze des Saarlandes zu bewahren und zu pflegen. Zum anderen soll das saarländische Kulturschaffen kommuniziert und der Öffentlichkeit aktiv vermittelt werden. Zur Erreichung ihrer Ziele sammelt die Stiftung Kunst- und Kulturobjekte und bietet Ausstellungen, Konzerte und sonstige kulturelle Veranstaltungen in ihren verschiedenen Häusern an.
„Die Einrichtungen der Stiftung Saarländischer Kulturbesitz repräsentieren die Vielfalt und Lebendigkeit einer Kultur, die von Wandel und Fortschritt, zugleich von starkem Traditionsbewusstsein und immer auch vom Austausch mit den französischen Nachbarn geprägt ist. Die Sammlung umfasst Zeugnisse der Vor- und Frühgeschichte über die Bildende und Angewandte Kunst vom Mittelalter bis in die Gegenwart und erstreckt sich bis hin zur modernen Technik- und Kulturgeschichte der Zeitung.“

## Einrichtungen
- Saarlandmuseum – Moderne Galerie, Saarbrücken
- Saarlandmuseum – Museum in der Schlosskirche, Saarbrücken
- Saarlandmuseum – Alte Sammlung im Kreisständehaus, Saarbrücken
- Museum für Vor- und Frühgeschichte im Kreisständehaus, Saarbrücken
- Deutsches Zeitungsmuseum, Wadgassen
- Römische Villa, Nennig

## Finanzierung
Finanziert wird die Stiftung durch regelmäßige jährliche Zuwendungen des Landes, durch Sponsoren und durch Beiträge der „Gesellschaft zur Förderung des Saarländischen Kulturbesitzes“. Stiftungsvorstand ist seit 1. Mai 2025 Lisa Felicitas Mattheis.

## Vierter Pavillon
Der Neubau zur Museumserweiterung in der Bismarckstraße in Saarbrücken beschäftigte den Rechnungshof des Saarlandes wie einen Untersuchungsausschuss des Landtages. Hier ist es zu einer Steigerung der veranschlagten Baukosten von rund 11,5 Mio. € auf rund 39 Mio. € sowie einer mehrjährigen Bauverzögerung gekommen. Der Koalitionsvertrag von CDU und SPD 2012 sieht eine Neuregelung der Stiftung vor.